# 市坪駅
市坪駅（いちつぼえき）は、愛媛県松山市市坪西町にある、四国旅客鉄道（JR四国）予讃線の駅である。駅番号はU01。
松山市出身の俳人正岡子規の幼名「升（）」に因む「野球（）駅」という愛称がある。石手川堤塘と重信川堤塘の間にあって、両河川の堤塘間は鉄道堤塘で結ばれているため、高架駅となっている。

## 歴史
- 1933年（昭和8年）1月21日：当駅付近[3][4]に椿宮仮乗降場（つばきのみやかりじょうこうじょう）が椿宮大祭に限って開設[5]。当初棒線駅。以降、毎年開設されている[6]。なお、同乗降場は、水由里鉄橋と傍示川鉄橋間の鉄道堤塘東側足場を組んだ仮設のものであった。[要出典]
- 1964年（昭和39年）10月1日：市坪駅開業、椿宮仮乗降場廃止[7][8][9]。無人駅[10]。
- 1987年（昭和62年）4月1日：国鉄分割民営化により、JR四国の駅となる[8]。
- 2002年（平成14年）7月13日：輸送力増強工事が完成、相対式の交換駅となる。同時に愛称「野球（の・ボール）駅」が付与された[11]。
- 2017年（平成29年）7月：当駅から松山市土居田まで1.7kmの行き違い線（市坪駅の構内扱い）完成[12]。松山駅高架化で松山運転所が移転することに伴う措置。土居田まで延長された行き違い線（2024年5月）

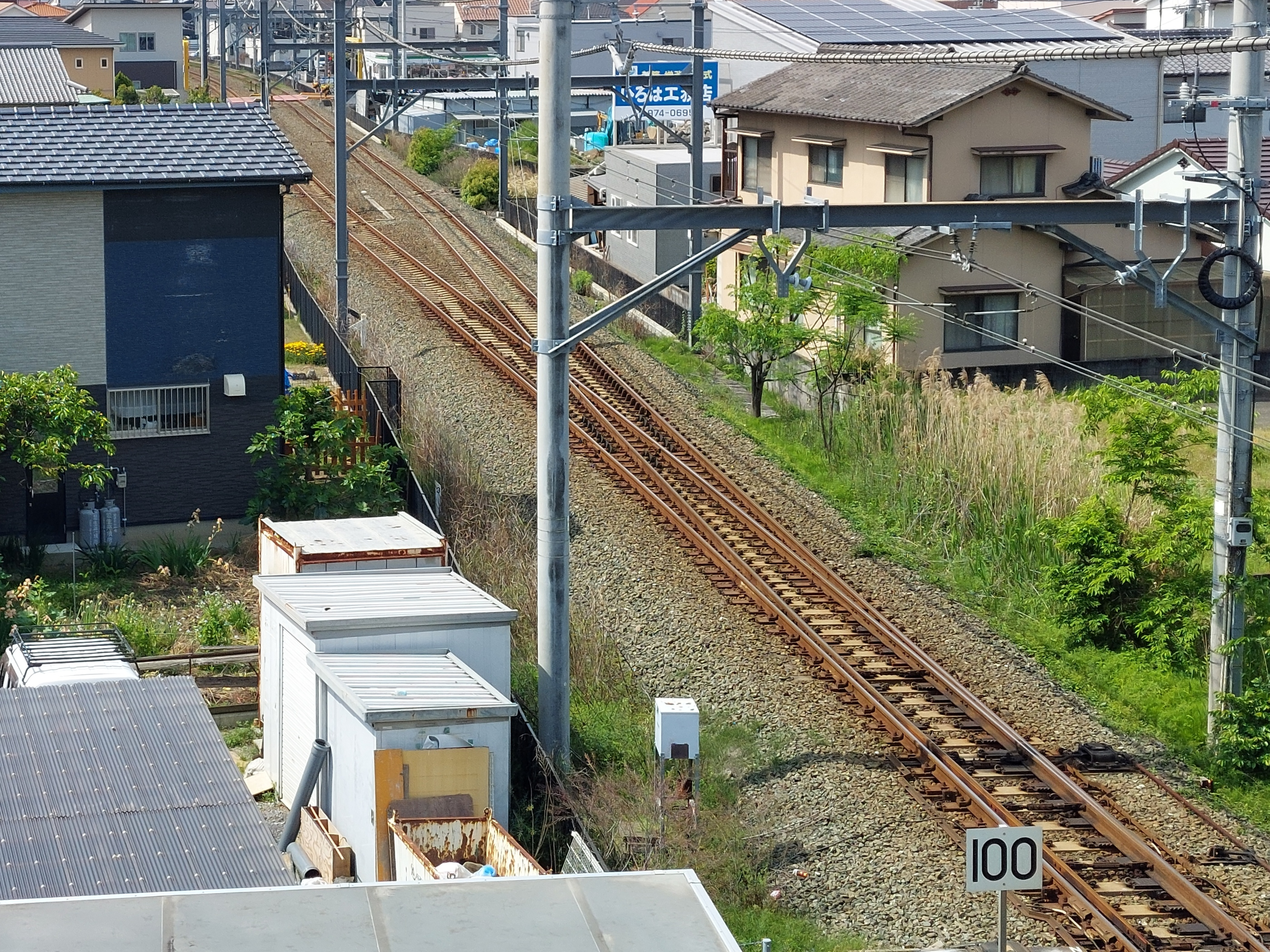
土居田まで延長された行き違い線（2024年5月）

## 駅構造
相対式ホーム2面2線を有する高架駅。宇和島方に折返し用引上線を1線有する。
無人駅ながら、隣接する松山中央公園野球場（坊っちゃんスタジアム）のプロ野球や愛媛県武道館のコンサートなど大規模イベントが開催される場合には臨時列車が運行され、松山駅の係員が派遣対応する。また、ホーム幅が狭く転落のおそれがあるため、多客時には入場制限が行われることがある。

### のりば
| のりば | 路線    | 方向 | 行先                     |
| ------ | ------- | ---- | ------------------------ |
| 1      | ■予讃線 | 下り | 内子・八幡浜・宇和島方面 |
| 2      | ■予讃線 | 上り | 松山・伊予北条・今治方面 |

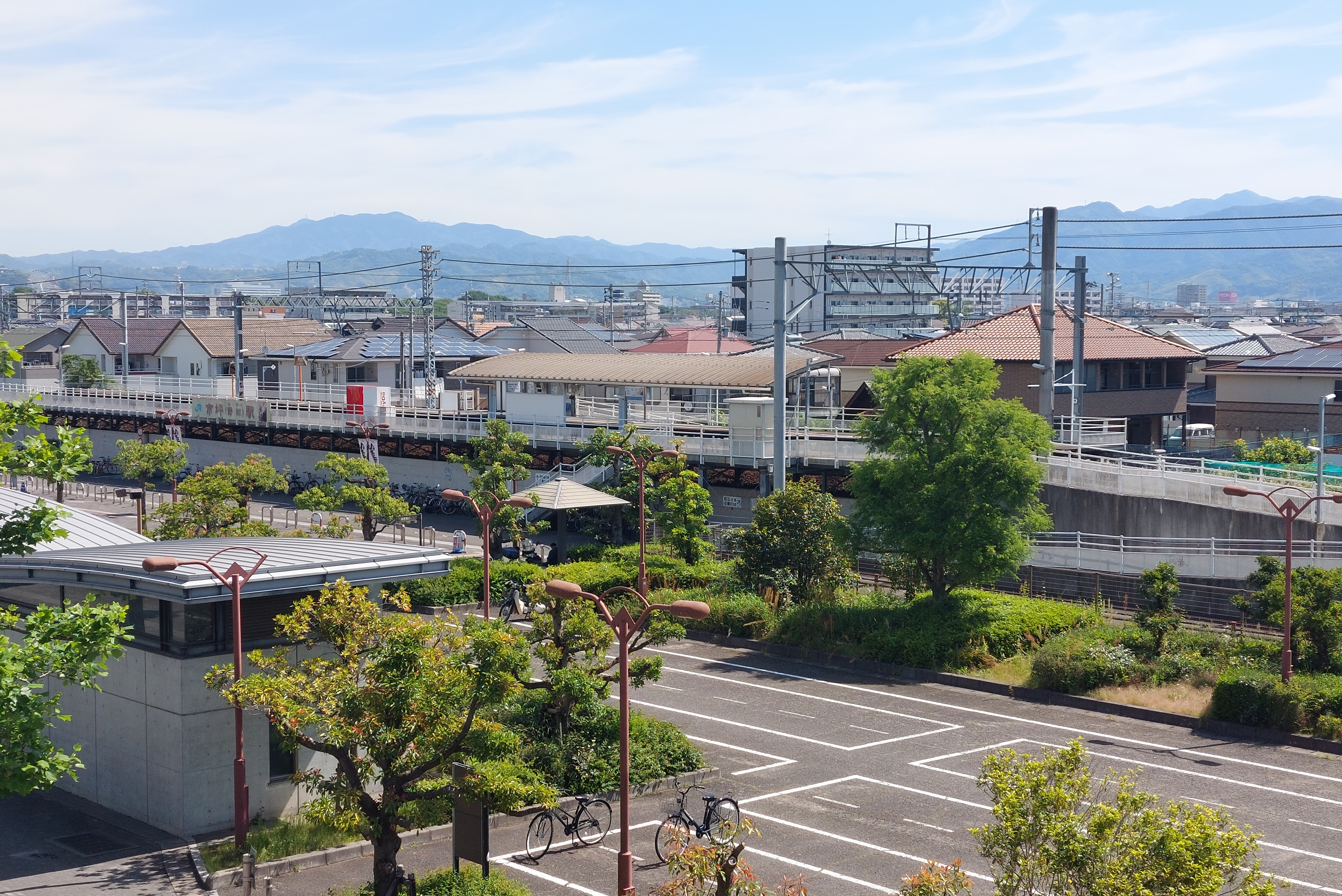
坊っちゃんスタジアムからの光景 （2024年5月）
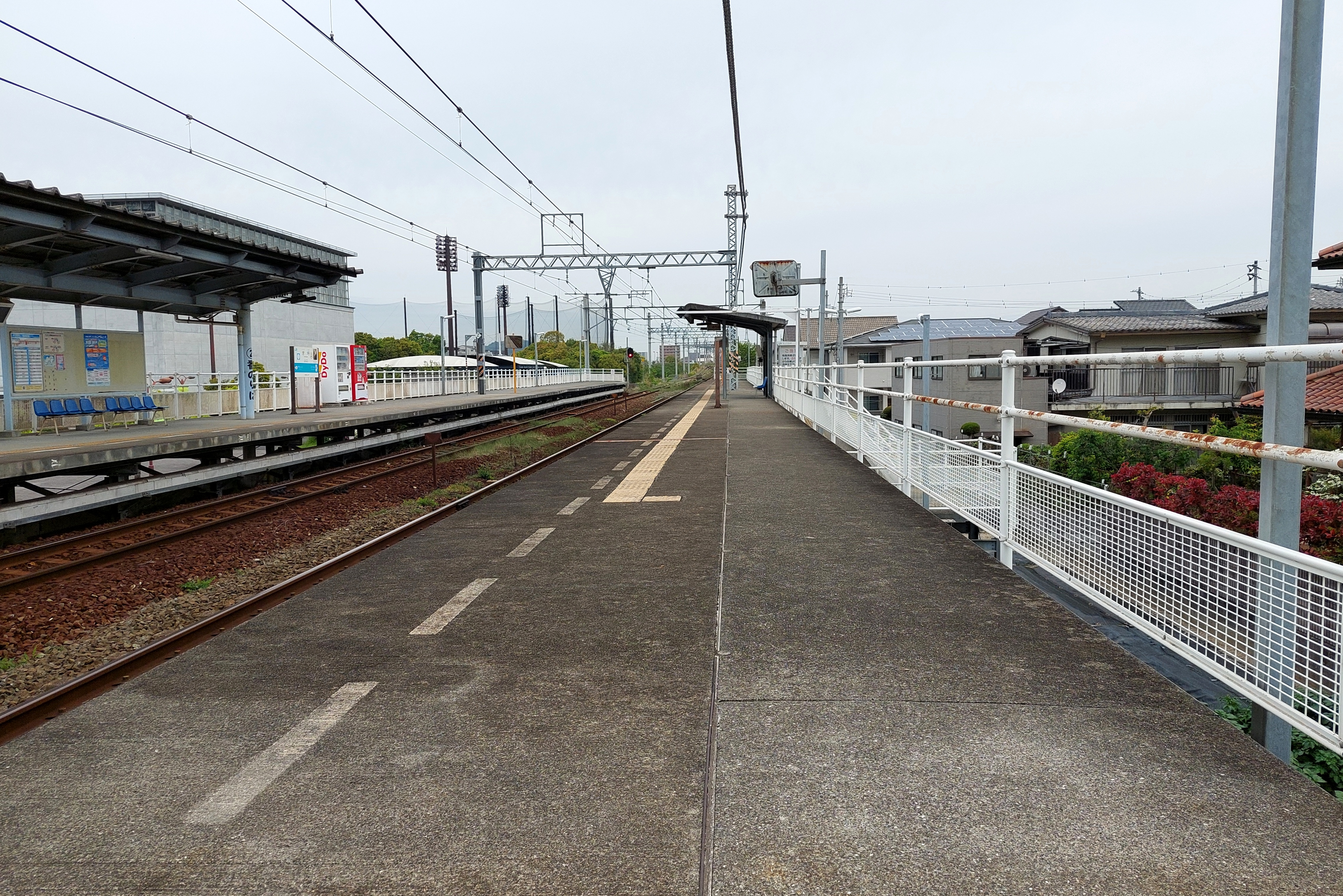
1番のりば （2024年5月）
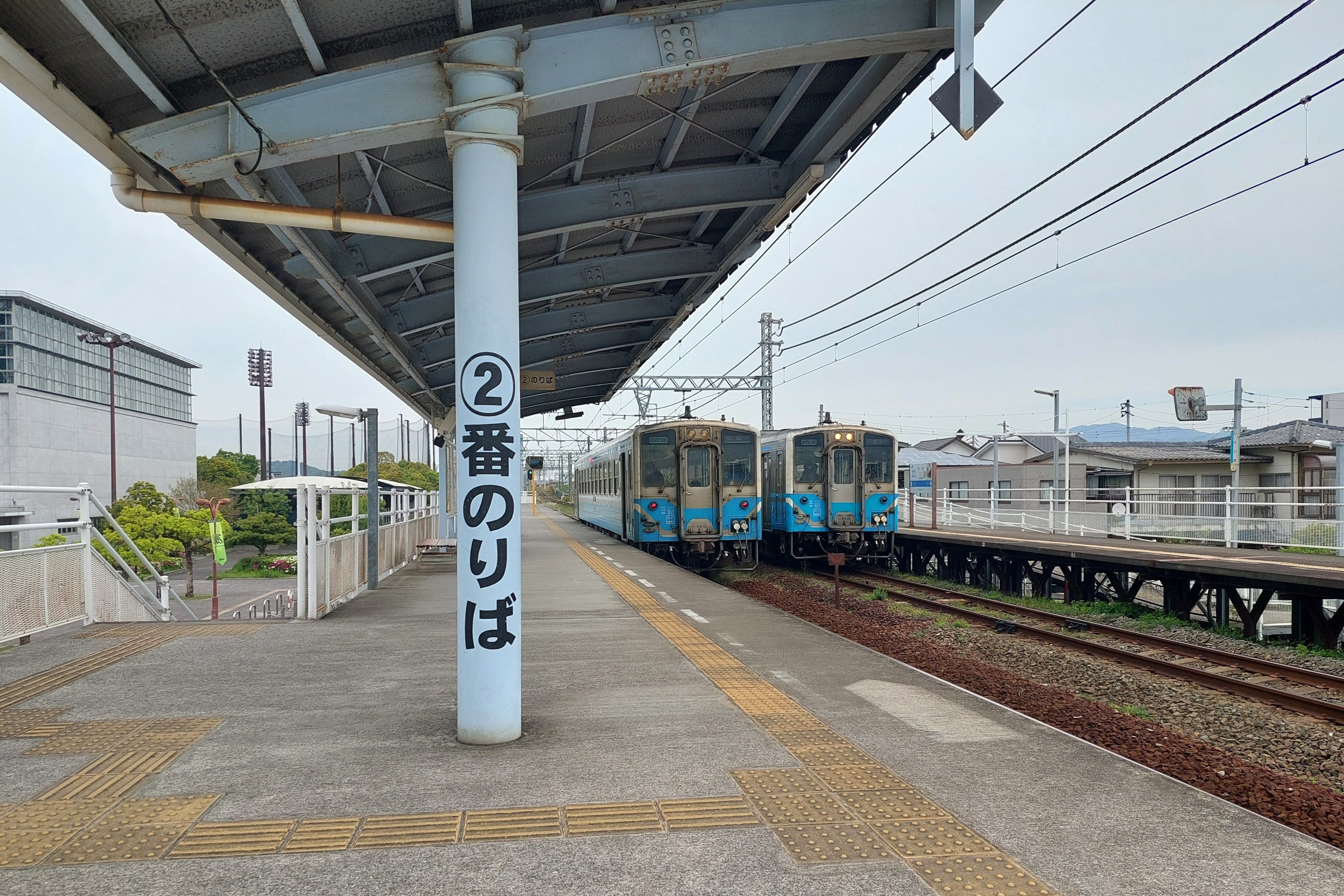
2番のりば （2024年5月）
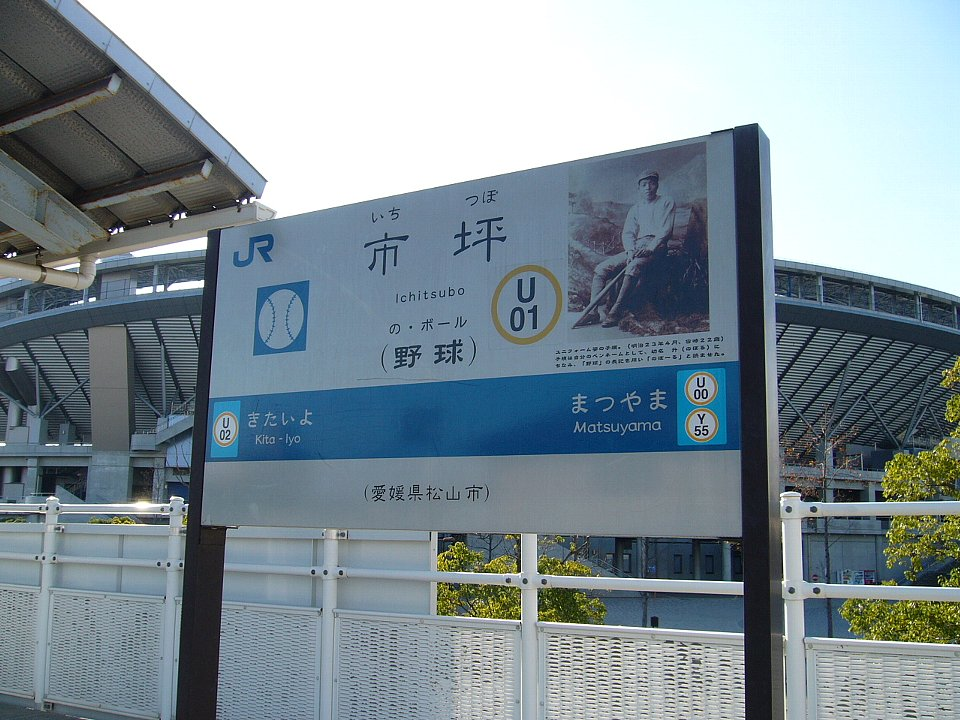
駅名標（2024年5月）

付記事項
- 1番線が1線スルー（速度制限無し）の通過線となっている。
- 臨時停車する上り特急列車は、通過時と同じく1番線に入線するが、プロ野球観客輸送などの特に乗客の整理が必要な場合は2番線に入線する。
- 下り列車で当駅止まりの場合は、引上線の関係で2番線に入線する。
- 地形の関係でホームの有効長が90m（4両分）しか無いので、5両編成以上の列車が停車する場合、ホームにかからない車両のドアは開かない。
- ホームの階段は1番線が中央寄り、2番線が北伊予方にある。
- 1番線は水由里の泉橋梁の上にある。

## 利用客数
- 平成11年度 288人／日（坊っちゃんスタジアムオープン前の年）
- 平成16年度 540人／日
- 平成17年度 678人／日

## 駅周辺
- 坊っちゃんスタジアム松山中央公園

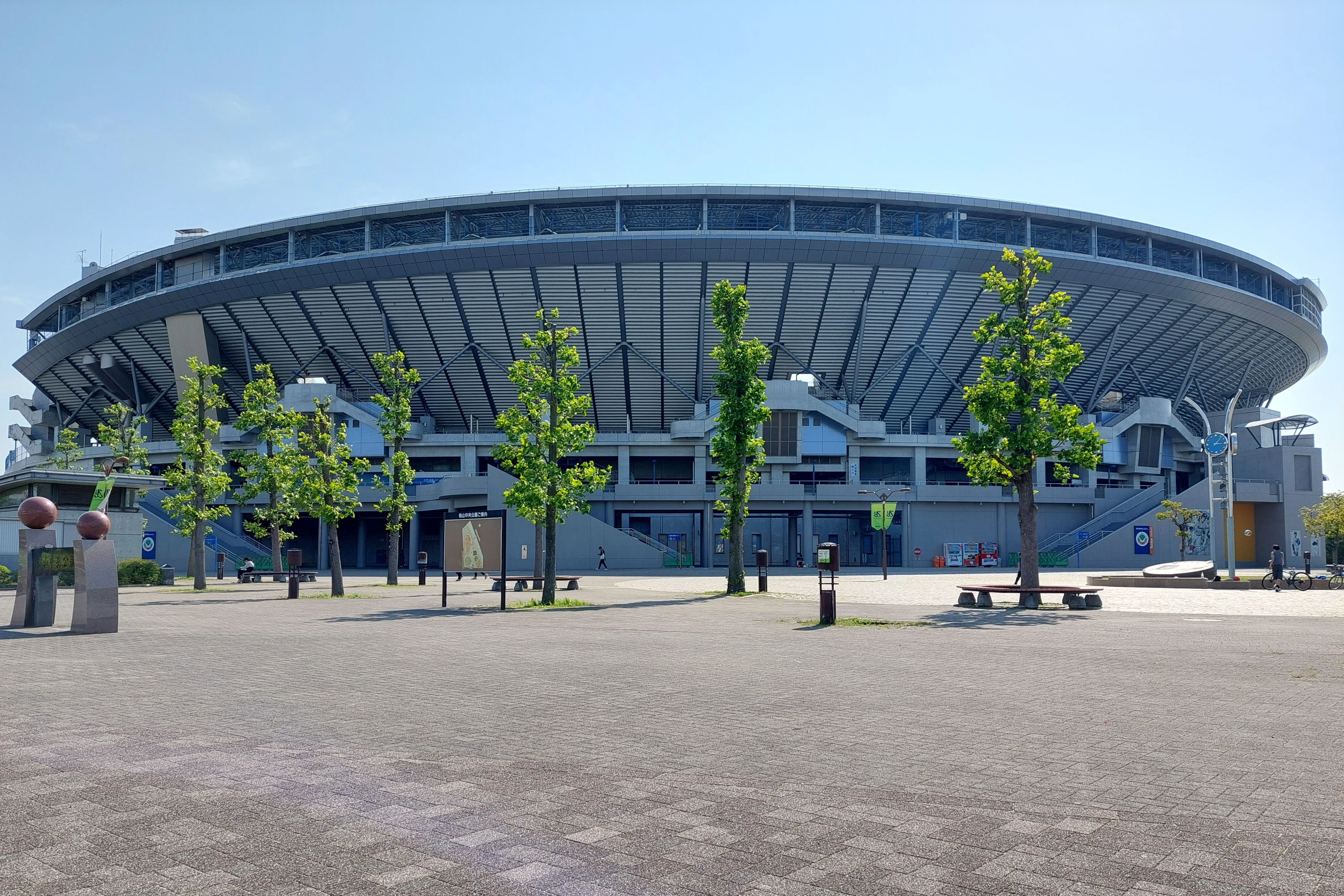
坊っちゃんスタジアム

  - 松山中央公園野球場（坊っちゃんスタジアム）
  - 松山中央公園サブ野球場（マドンナスタジアム）
  - 松山競輪場（であいフィールド）
  - 愛媛県武道館　ほか
- 愛媛県立松山中央高等学校[13]
- 伊豫豆比古命神社（椿神社）

## その他
- プロ野球公式戦開催時や愛媛県武道館のコンサート開催時は、特急列車の一部が停車したり、松山駅との間で臨時列車を運行することがある。
- 坊っちゃんスタジアムや愛媛県武道館でプロ野球などの催事がある時は、松山駅から職員が派遣されて切符の発売や旅客の整理に当たる。
- 四国内には、国鉄時代には通過する普通列車が存在した駅が多く、当駅もその1つである。

## 隣の駅
四国旅客鉄道（JR四国）
■予讃線
松山駅 (Y55, U00) - 市坪駅 (U01) - 北伊予駅 (U02)